# Карапетян, Самвел Джамилович
Самвел Джамилович («Оганов Само») Карапетян (арм. Սամվել Կարապետյան, 1962, Степанакерт, НКАО, Азербайджанская ССР, СССР) — военный и политический деятель непризнанной Нагорно-Карабахской Республики, генерал-майор армии НКР (2001). В 1992—2000 годах — учредительный командир Центрального оборонительного района, с 2000 года – заместитель командующего Армией обороны НКР и заместитель министра обороны НКР. Герой Арцаха, председатель «Союза воинов-освободителей Арцаха».

## Биография
Родился в 1962 году в Степанакерте. Проходил службу в Вооружённых силах СССР в 1980—1983 годах. С 1988 года участник Карабахского движения. Активно участвовал в войне в Нагорном Карабахе, был известен под псевдонимом «Оганов Само», взятым в честь его дяди по материнской линии Рудика Оганова.
В 1992—1994 годах действовавший под командованием Карапетяна Степанакертский полк Армии обороны НКР взял под свой контроль около 18 населенных пунктов с преимущественно армянским населением, захватив большое количество оружия и техники вооружённых сил Азербайджана. Карапетян участвовал в боях на территории от реки Аракс до Омарского перевала (за населённые пункты Шуши, Лачин, Мардакерт, Кельбаджар, Физули и т.д.). Неоднократно был ранен на поле боя, а после тяжелого ранения под Горадизом был спасён только благодаря трёхсуточной операции хирурга, профессора Павла Петровича Ананикяна.
Карапетян награждён орденом «Герой Арцаха» (2000), орденом «Боевой крест» 1-й степени Республики Армения, орденом «Боевой крест» 1-й степени НКР, медалью «Золотой орел» (2000), медалью «За заслуги перед Отечеством» 2-й степени (2015) и другими наградами.
По мнению следствия, командовал расстрелом демонстрантов во время протестов в Армении 1 марта 2008 г.